# 島郷四国霊場開祖碑
島郷四国霊場開祖碑（しまごうしこくれいじょうかいそひ）は、福岡県北九州市若松区大字蜑住（あますみ）にある記念碑である。台座の上に設置され、横53cm×縦97cm。
島郷地区に、四国八十八箇所を模した「島郷八十八箇所」が江戸時代に創設された由来を記したもので、1952年に建立された。